# زمین‌لرزه ۱۳۸۹ افغانستان
زمین‌لرزه افغانستان  در تاریخ ۱۸ آوریل ۲۰۱۰ میلادی، برابر با ‎۲۹ فروردین ۱۳۸۹، ساعت ۲۰:۲۸:۴۹٫۸ به زمان یوتی‌سی در افغانستان رخ داد.ژرفای این زلزله ۱۰٫۰ کیلومتر بود. بزرگی آن ۵٫۴ در مقیاس Mw بدست آمده‌است.
بیشینهٔ شدت آن در مقیاس مرکالی، VII اعلام شده‌است.
پروژهٔ جهانی تنسور گشتاور مرکزوار پارامتر زمان مرکزوار زمین‌لرزه را با اختلاف ۲٫۸ ثانیه نسبت به زمان رخداد اشاره شده در بالا و مختصات مرکزوار را در ۳۵°۵۰′شمالی ۶۷°۲۹′شرقی / ۳۵٫۸۳°شمالی ۶۷٫۴۹°شرقی محاسبه کرد و همچنین، ژرفا در ۱۷٫۱ کیلومتر بدست آمده‌است. در این محاسبات زاویه‌های (راستا، شیب، ریک) گسل سازندهٔ زمین‌لرزه و صفحه عمود بر آن برابر با (°۱۷۴، °۸۶، ° ۲) یا (° ۸۴، °۸۸، ° ۱۷۶) حاصل شده‌است.